# Prêmio Mylius
O Prêmio Mylius foi uma láurea  italiana da área da pintura. Foi estabelecido pelo industrial austríaco Heinrich Mylius em 1841 e concedido pela Academia de Belas Artes de Brera em Milão. Em 1856, havia dois tipos de prêmios: um anual de 700 liras austríacas por uma pintura a óleo e um bienal de 1000 liras para trabalho em afresco. Foi concedido até a eclosão da Segunda Guerra Mundial.
Entre os ganhadores do prêmio estavam: Salvatore Mazza (1856), Pietro Michis (1868), Vespasiano Bignami (1869), Giovanni Battista Ferrari (1870), Filippo Carcano (1878), Giovanni Beltrami, (1884 e 1886 - afresco), Amerino Cagnoni (1886), Francesco Filippini (1890), Egídio Riva (1902), Donato Frisia (1920) e Trento Longaretti (1939).